# Fisklösen (Grythyttans socken, Västmanland, 660286-142707)
Fisklösen är en sjö i Hällefors kommun i Västmanland och ingår i Göta älvs huvudavrinningsområde. Sjön har en area på 0,231 kvadratkilometer och ligger 292,8 meter över havet. Fisklösen ligger i Murstensdalen Natura 2000-område.

## Delavrinningsområde
Fisklösen ingår i det delavrinningsområde (659720-142665) som SMHI kallar för Utloppet av Hållsjön. Medelhöjden är 228 meter över havet och ytan är 33,26 kvadratkilometer. Det finns inga avrinningsområden uppströms utan avrinningsområdet är högsta punkten. Trösälven som avvattnar avrinningsområdet har biflödesordning 4, vilket innebär att vattnet flödar genom totalt 4 vattendrag innan det når havet efter 309 kilometer. Avrinningsområdet består mestadels av skog (85 procent). Avrinningsområdet har 1,38 kvadratkilometer vattenytor vilket ger det en sjöprocent på 4,2 procent.